# رامين خسروي
رامين خسروي (بالفارسية: رامین خسروی) هو لاعب كرة قدم إيراني في مركز الوسط، ولد في 5 أبريل 1984 في إيران. لعب مع نادي استقلال خوزستان ونادي الوند همدان ونادي باس همدان ونادي ملوان.

## وصلات خارجية
- رامين خسروي على موقع قاعدة بيانات كرة القدم.إي يو (الإنجليزية)
- رامين خسروي على موقع Soccerway.com (الإنجليزية)